# Torta streusel
La torta streusel (dal tedesco streuselkuchen) è una torta tedesca caratterizzata da un impasto morbido e un rivestimento di pasta frolla sbriciolata (streusel).

## Storia
Le origini della torta streusel sono incerte. Sebbene la più antica testimonianza pervenutaci in cui viene menzionata la torta fu scritta da Kaspar Füger nel suo Nawe Zeitunge del 1584, alcuni supportano la teoria che essa ebbe origine in Slesia. Secondo quanto documenta Irene Krauß, non esisterebbero prove secondo cui il dolce fu ideato in tale regione storica, ma asserisce che esso veniva già cucinato durante il diciannovesimo secolo dalle famiglie che abitavano in tale area e nelle confinanti province prussiane. Krauß dichiara infine che la pietanza si sarebbe successivamente diffusa in altre aree della Germania. La streuselkuchen fu anche menzionata in diversi scritti ottocenteschi, fra cui una lettera di Joseph Freiherr von Eichendorff del 1857 e nella poesia Sträselkucha, che si tratta di una vera e propria ode al dolce. All'inizio del ventesimo secolo, la torta streusel si diffuse nella Renania, dove veniva mangiata dopo i funerali. Oggi il dolce è diffuso in tutti i bar e pasticcerie tedeschi ed è conosciuto in tutto il mondo.

## Preparazione
La torta streusel viene preparata adagiando un impasto di burro, farina e uova che viene lasciato lievitare su una teglia. Dopo aver inumidito l'impasto, questo viene ricoperto di streusel a base di farina, burro e zucchero di pari peso e il dolce viene infornato. La streuselkuchen può essere farcita con frutta, cannella, creme, composte dolci a piacere o formaggio quark, oppure rivestita con glassa o zucchero a velo. Può essere preparata sostituendo il burro con l'olio di cocco vergine non raffinato.